# Snijdersberg (helling)
De Snijdersberg is een heuvel in het Heuvelland gelegen in Geulle in het zuiden van de Nederlandse provincie Limburg. Bovenaan de helling ligt het Centraal Plateau.

## Wielrennen
De helling is meermaals opgenomen in de wielerklassieker Amstel Gold Race.
In 1968 toen Elsloo finishplaats was van de Amstel Gold Race werd deze helling opgenomen in de 5 plaatselijke omlopen en werd daarmee de scherprechter in die editie.